# Ризо Атанасов
Ризо Атанасов е български революционер, деец на Върховния македоно-одрински комитет.

## Биография
Атанасов участва в Четническата акция през 1895 година като войвода на чета. След 1902 година е мелнишки войвода на Върховния комитет. На 18 септември 1902 година съвещанието на Върховния комитет в Градево го определя за член на Военния революционен съвет заедно с подполковник Стефан Николов, мичман Тодор Саев, поручик Йордан Стоянов, Дончо Златков и Никола Лефтеров. Участва в Горноджумайското въстание. Загива през април 1906 година заедно с полковник Анастас Янков в сражение край село Влахи.